# 台溪乡
台溪乡，是中华人民共和国福建省三明市尤溪县下辖的一个乡镇级行政单位。

## 行政区划
台溪乡下辖以下地区：
台溪村、洋头村、洋尾村、莒洋村、书京村、盖竹村、坑美村、丁岩村、后隔村、东山村、安阳村、山头村、福廷坑村、桃坪村、上宅村、园兜村、西吉村、清溪村、象山村、玉涧村、际坑村、凤山村、大头桥村和七官场村。

## 中国传统村落
2012年，盖竹村、书京村被评为首批“中国传统村落”。